# Кападокийски диалект
Кападокийският е диалект на гръцкия език, развил се на базата на средногръцкия в областта Кападокия.
Запазен е като говорим в някои селски райони на областта. Върху този език влияние е оказвал османотурски и други езици. Също така и говоримият турски език значително е повлиял върху кападокийския .